# Pánská jízda (film, 1983)
Pánská jízda je československý televizní film z roku 1983, který režíroval Karel Smyczek. Film popisuje soužití dospívajícího syna, který zůstane sám s otcem, protože matka musela na několik dní odjet.

## Děj
Jirka Král chodí do 7. třídy základní školy a není zrovna vzorným žákem. Matka odjíždí s tanečním souborem na festival amatérského tance do Karlových Varů a on zůstává doma sám s otcem. Jirka se zamiluje do spolužačky Elišky a byl kvůli ní za školou. Navíc zjistí, že jeho otec se tajně schází s jinou ženou.

## Obsazení
| Viktor Král                | Jirka Bouček        |
| Oldřich Navrátil           | Karel Bouček        |
| Iva Hüttnerová             | Jarmila Boučková    |
| Rudolf Hrušínský nejmladší | Pinďa               |
| Monika Kvasničková         | Eliška Víšková      |
| Marie Durnová              | učitelka            |
| Karel Heřmánek             | Erik Petrovic       |
| Renáta Hudrlíková          | Báznerová           |
| Jana Paulová               | studentka Helenka   |
| Marie Rosůlková            | Eliščina prababička |
| Jaroslav Suchánek          | reportér            |
| Valentina Thielová         | Pinďova matka       |
| Pavel Zedníček             | číšník              |